# River Oaks, Texas
River Oaks là một thành phố thuộc quận Tarrant, tiểu bang Texas, Hoa Kỳ. Năm 2010, dân số của xã này là 7427 người.

## Dân số
- Dân số năm 2000: 6985 người.
- Dân số năm 2010: 7427 người.